# Медаль «За покорение Чечни и Дагестана»
Медаль «За покорение Чечни и Дагестана» — государственная награда Российской империи. Учреждена в ознаменование завершения Кавказской войны.

## Основные сведения
Медаль «За покорение Чечни и Дагестана» предназначалась для награждения лиц, имевших отношение к завершающему этапу войны в Чечне и Дагестане. Учреждена 15 (27) июля 1860 года, по указу императора Александра II. Указ был дан военному министру.

## Порядок награждения
Медалью награждались следующие лица:
- Все чины армии, в том числе генералы, офицеры, нижние чины, как строевые, так и нестроевые, участвовавшие в боевых действиях в Чечне и Дагестане с 1857 по 1859 год;
- Войска местной милиции, различные волонтёры, участвовавшие в сражениях;
- Чиновники, священники и медики, находившиеся при войсках в период военных действий и исполнявшие свои обязанности во время боевых экспедиций.

## Описание медали
Это серебряная медаль, диаметр 28 мм. На лицевой стороне изображён витиеватый вензель Александра II, увенчанный большой императорской короной. На оборотной стороне вдоль края по кругу надпись: «ЗА ПОКОРЕНІЕ ЧЕЧНИ И ДАГЕСТАНА». Внизу, между началом и концом надписи, небольшая розетка. В центре в четыре строки горизонтально указаны годы боевых действий, завершивших войну в Чечене и Дагестане: «въ 1857, 1858 и 1859.».
На Санкт-Петербургском монетном дворе всего было отчеканено 145 115 медалей. Кроме того, существуют варианты медали, выполненные в частных мастерских. Они могут существенно отличаться от медалей, выпущенных на монетном дворе, по деталям изображения и размерам. Известны варианты, выполненные не только в серебре, но и в бронзе с последующим серебрением.

## Порядок ношения
Медаль имела ушко для крепления к колодке или ленте. Носить медаль следовало на груди. Лента медали — комбинированная Георгиевско- Александровская. Её следует отличать от Александровско-Георгиевской ленты медали «В память русско-японской войны».
С 13 (26) августа 1911 года, по указу Николая II, раненые и контуженые в боях получили возможность носить эти медали на ленте с бантом.

## Изображения медали

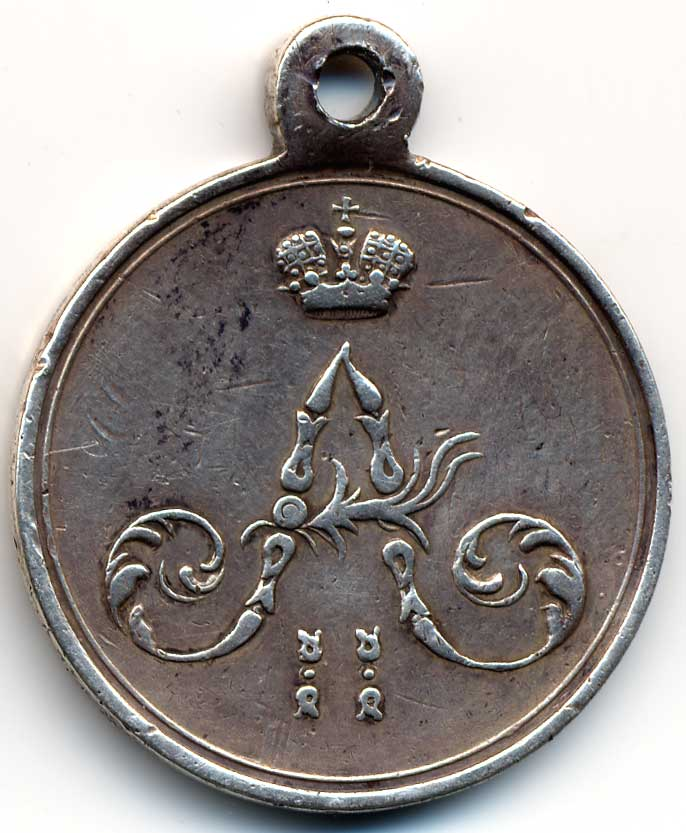
Аверс, частная мастерская
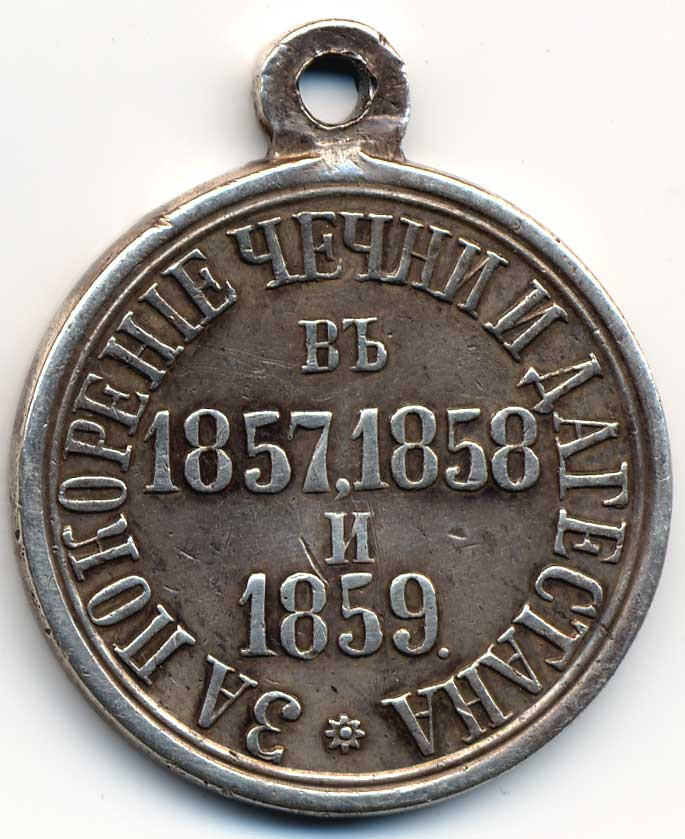
Реверс, частная мастерская
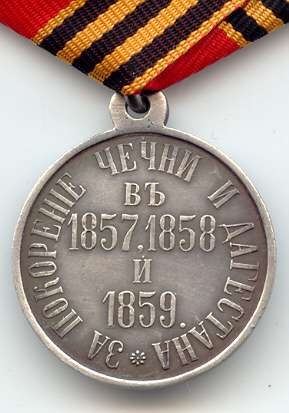
Реверс с лентой
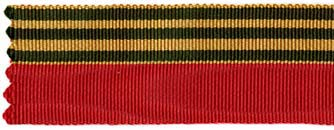
Лента